# Samedi soir à Beyrouth
Albums de Bernard Lavilliers
Carnets de bord
(2004) Causes perdues et musiques tropicales
(2010)
Samedi Soir à Beyrouth est le dix-neuvième album de Bernard Lavilliers, paru le 21 janvier 2008.
Il en est extrait deux singles : le tube Solitaire et Bosse. Il s'est écoulé quatre ans depuis son précédent album, Carnets de Bord. L'album a été enregistré à plusieurs endroits à Kingston (Jamaïque), à Memphis (États-Unis) et à Paris.

## Titres de l'album
1. Rafales - (Bernard Lavilliers) - 4 min 33 s
2. Solitaire - (Bernard Lavilliers) - 3 min 13 s
3. Ma Belle - (Bernard Lavilliers) - 4 min 08 s
4. Bosse - (Bernard Lavilliers / Jehro) - 3 min 45 s
5. Maria Bonita - (Bernard Lavilliers) - 4 min 23 s
6. Samedi Soir à Beyrouth - (Bernard Lavilliers) - 4 min 38 s
7. Distingué - (Bernard Lavilliers / Jehro) - 3 min 31 s
8. Je te reconnaîtrai - (Claude Roy-Bernard Lavilliers / Bernard Lavilliers) - 3 min 47 s
9. Ordre Nouveau - (Bernard Lavilliers) - 4 min 02 s
10. Attendu - (René Laporte / Bernard Lavilliers) - 2 min 59 s
11. Killer - (Bernard Lavilliers) - 2 min 59 s
12. Bonus track : Balèze (feat. Tryo) - (Bernard Lavilliers-Guizmo / Bernard Lavilliers) - 3 min 33 s

## Version CD + DVD
CD : voir liste ci-dessus.
DVD : Vidéo de l'enregistrement de l'album + deux pistes audio bonus:
- Balèze (feat. Tryo) (3 min 33 s - écrit avec Guizmo)
- Ray (feat. Raul Paz) (3 min 21 s)

## Version numérique
Bonus track: La rose et le réséda (3 min 11 s)

## Singles
1. Solitaire (mars 2008)
2. Bosse (juillet 2008)

## Production
Le titre de l'album est celui de la première chanson à avoir été écrite.
Le clip de Solitaire a été tourné à Tozeur en Tunisie les 12 et 13 janvier 2008.
La chanson Balèze en featuring avec Tryo mentionne Hugo Chávez, ancien président du Venezuela.